# Iljušin Il-20 (1948)
Iljušin Il-20 byl prototyp sovětského bitevního letounu z konce 40. let 20. století. Byl pokračovatelem úspěšného bitevníku Il-10. Záměrem konstruktérů zejména bylo, aby se zlepšil výhled pilota, a to zejména směrem dolů, což bylo pro bojovou akci rozhodující. Vznikl tak letoun s nápadnou kabinou posazenou v přídi, což dalo stroji přezdívku Gorbač (Hrbáč). Koncem čtyřicátých let se však ukázalo, že tento typ letounu je již zastaralý, a tak ze sériové výroby sešlo.

## Hlavní technické údaje
- Posádka: 2
- Rozpětí: 17,00 m
- Délka: 12,59 m
- Nosná plocha: 33 m²
- Hmotnost: 9500 kg
- Motor: MF-47 (jmenovitý výkon 2206 kW)
- Max. rychlost: 515 km/h ve výšce 2800 m
- Dolet: 1680 km
- Dostup: 7750 m
- Výzbroj: 4× pevný kanón NS-23 ráže 23 mm, 1× pohyblivý dvojhlavňový kanón ráže 23 mm, pumy do hmotnosti 1190 kg